# Мехова
Мехова (пол. Miechowa, нім. Omechau) — село в Польщі, у гміні Бичина Ключборського повіту Опольського воєводства.
Населення — 250 осіб (2011).

## Демографія
Демографічна структура станом на 31 березня 2011 року:
|          | Загалом | Допрацездатний вік | Працездатний вік | Постпрацездатний вік |
| -------- | ------- | ------------------ | ---------------- | -------------------- |
| Чоловіки | 128     | 29                 | 89               | 10                   |
| Жінки    | 122     | 22                 | 69               | 31                   |
| Разом    | 250     | 51                 | 158              | 41                   |